# Holiday Foreplay
Holiday Foreplay és un àlbum de promoció de L.A. Guns.

## Cançons
1. "Dirty Luv" – 4:30
2. "Some Lie 4 Love" (versió en directe) – 4:07
3. "Rip And Tear" (versió en directe) – 5:12
4. "Sex Action" (versió en directe) – 4:23
5. "Holiday Greetings" – 0:11